# Mesiphiastus pallidus
Mesiphiastus pallidus là một loài bọ cánh cứng trong họ Cerambycidae.